# Reichsarbeitsgemeinschaft der Kinderfreunde
Die Reichsarbeitsgemeinschaft der Kinderfreunde (RAG) war eine Gliederung innerhalb der Sozialdemokratischen Partei Deutschlands (SPD) während der Weimarer Republik.

## Geschichte
Die Arbeitsgemeinschaft wurde 1923 in Berlin gegründet und nach der Machtübernahme im Jahr 1933 verboten. Ihr 1. Vorsitzender war bis zum Verbot Kurt Löwenstein. Die Kinderfreunde waren Teil der „Sozialdemokratischen Familie“ wie z. B. die Arbeiterwohlfahrt (AWO) und die Frauenorganisation. Trotz der von der Sozialdemokratischen Partei gewährten Entscheidungsfreiheit in ihren eigenen Angelegenheiten war die RAG eine unselbständige Parteigliederung.
Die Geschäftsführung der RAG hatte Hans Weinberger übernommen, der nach dem Verbot für die Wochenzeitschrift Blick in die Zeit den Vertrieb leitete. Die parteiinterne Zuständigkeit oblag von 1923 bis 1928 dem Bildungsreferenten der SPD. Die Funktionäre der Kinderfreundeorganisation mussten Mitglieder der SPD oder der Sozialistischen Arbeiter-Jugend (SAJ) sein, die Mitglieder der Erziehungsvereine durften keiner gegnerischen Partei angehören. Die Organisation der Kinderfreunde gliederte sich in:
- Örtliche Organisation
- Bezirksorganisation und
- Reichsarbeitsgemeinschaft der Kinderfreunde.

Der Organisationsaufbau basierte formal auf einer Zusammenarbeit der Kinderfreunde mit anderen Organisationen der Arbeiterbewegung in der Form einer Arbeitsgemeinschaft. SPD, SAJ, der Allgemeine Deutsche Gewerkschaftsbund und die Arbeiterwohlfahrt sollten auf allen Organisationsebenen in den Vorständen vertreten sein. Die Kinderfreunde nahmen, wie die SAJ, um 1926 die Ideen und Formen der Roten Falken aus Österreich auf und bildeten altersgerechte Falkengruppen.
1927 organisierte der damalige Journalist Andreas Gayk aus Kiel auf dem städtischen Gelände Gut Seekamp am Westufer der Kieler Förde eine Kinderrepublik, an der ca. 2.000 Kinder teilnahmen. Die Idee war von der RAG ausgegangen. Eine Dokumentation über die rote Kinderrepublik erschien 1929.
Schon vor dem Verbot der Organisation 1933 wurde die Organisation der Kinderfreunde beispielsweise in Bayern in ihrer Arbeit ab 1930 massiv eingeschränkt und faktisch verboten. Den Kinderfreunden wurde unter anderem die Politisierung von Schulpflichtigen (Erziehung zum Sozialismus, Kritik an Schule, Kirche und Elternhaus) und die koedukative Erziehung (vor allem in den Zeltlagern) vorgeworfen. In Bayern, insbesondere in der Pfalz, konnte die Organisation nur unter dem Dach der Arbeiterwohlfahrt weiterarbeiten, sie musste aber auf die politische Ausrichtung wie Fahnen, Gruppennamen, öffentliche Umzüge, Unterstützung von Parteiveranstaltungen verzichten.
Nach dem Verbot von 1933 gingen führende Funktionäre ins Exil. Es gelang den ehemaligen Kinderfreunden nach dem Zweiten Weltkrieg zusammen mit den ehemaligen Mitgliedern der Sozialistischen Arbeiter-Jugend ab 1946 in den westlichen Besatzungszonen und West-Berlin wieder aktiv zu werden und einen gemeinsamen Verband mit dem Namen Sozialistische Jugend Deutschlands – Die Falken zu gründen.

## Bekannte Mitglieder
- Kurt Adams
- Willy Brandt
- Hilde Braunthal
- Felix Fechenbach
- Andreas Gayk
- Karl Krull
- Heinz Kühn
- Kurt Löwenstein
- Julius Pätsch
- August Siemsen
- Anna Siemsen
- Käte Strobel
- Kurt Weckel
- Hans Weinberger